# Wilcza Wola (Zgórsko)
Wilcza Wola – część wsi Zgórsko w Polsce, w województwie podkarpackim, w powiecie mieleckim, w gminie Radomyśl Wielki.
Do 2023 miejscowość była samodzielną osadą.
W latach 1975–1998 miejscowość położona była w województwie tarnowskim.